# Comté de Scott (Arkansas)
Pour les articles homonymes, voir Scott et Comté de Scott.
Le comté de Scott est un comté de l'État de l'Arkansas aux États-Unis. Son siège est Waldron. C'est un dry county.

## Démographie
Au recensement de 2010, il comptait 11 233 habitants. 
| 1840  | 1850  | 1860  | 1870  | 1880  | 1890   |
| ----- | ----- | ----- | ----- | ----- | ------ |
| 1 694 | 3 083 | 5 145 | 7 483 | 9 174 | 12 635 |

| 1900   | 1910   | 1920   | 1930   | 1940   | 1950   |
| ------ | ------ | ------ | ------ | ------ | ------ |
| 13 183 | 14 302 | 13 232 | 11 803 | 13 300 | 10 057 |

| 1960  | 1970  | 1980  | 1990   | 2000   | 2010   |
| ----- | ----- | ----- | ------ | ------ | ------ |
| 7 297 | 8 207 | 9 685 | 10 205 | 10 996 | 11 233 |